# Vilaller (samhälle)
Vilaller är ett samhälle i Spanien.   Det ligger i provinsen Província de Lleida och regionen Katalonien, i den nordöstra delen av landet, 400 km nordost om huvudstaden Madrid. Vilaller ligger 998 meter över havet och antalet invånare är 583.
Terrängen runt Vilaller är bergig åt nordost, men åt sydväst är den kuperad. Vilaller ligger nere i en dal. Runt Vilaller är det glesbefolkat, med 13 invånare per kvadratkilometer. Närmaste större samhälle är Castejón de Sos, 18,8 km väster om Vilaller. I omgivningarna runt Vilaller växer i huvudsak blandskog.